# Iren'
L'Iren' (in russo Ирень?) è un fiume della Russia europea orientale, affluente di sinistra della Sylva (bacino idrografico della Kama). Scorre nel Territorio di Perm', nei rajon Kungurskij, Oktjabr'skij, Uinskij e Ordinskij.
La sorgente si trova nel sud-est del Territorio di Perm', a sud-ovest del villaggio di Verch-Iren' e scorre mediamente in direzione settentrionale. Sfocia nella Sylva a 26 km dalla foce, nella città di Kungur. Il fiume ha una lunghezza di 214 km, il suo bacino è di 6 110 km². Le sponde dell'Iren' sono per lo più basse e ricoperte di cespugli. Il fondo è per lo più sabbioso e sassoso, in alcuni punti limoso e argilloso.